# 一心寺 (大分市)
一心寺（いっしんじ）は、大分県大分市大字塚野にある寺である。

## 概要
1963年（昭和38年）に建立された。初代住職は、福岡ソフトバンクホークスの内野手今宮健太の祖父で、現在は3代目となる今宮の実兄が住職を務める。
桜の名所として知られる。約2万坪の敷地には約1,000本のヤエザクラ（ボタンザクラ）が植えられており、ソメイヨシノが咲き終わった4月中旬ごろから満開になる。寺は谷間にあり、山道からヤエザクラを見下ろす景色は「桜の雲海」とも呼ばれる。

## 拝観料
- 大人 - 700円
- 子供 - 200円
- 幼稚園以下 - 無料[8]

## 交通
- 自動車 - 大分自動車道大分光吉ICから、国道210号、国道442号経由で約15分
- バス - JR九州大分駅から、大分バスK50・K51・K53系統で塚野温泉入口停留所下車、徒歩約30分[1]